# 태성 (기업)
태성(Taesung Co. Ltd.)은 대한민국의 인쇄회로기판(PCB) 자동화 설비 기업이다. 본사는 경기도 안산시 단원구 해안로 228에 위치해 있으며 대표이사는 김종학이다. 2024년 연구개발(R&D) 투자 및 운영자금 확보를 위해 자사주 약 37억원 어치를 처분하였다

## 역사
2022년 6월 코스닥시장에 상장하였다. 2025년 960억원 규모의 주주배정 후 실권주 일반공모 방식의 유상증자(주당 2만1100원, 기존 상장된 주식 대비 증자비율은 약 17.6%)할 예정이다.

## 참고문헌
1. ↑  “태성, 자사주 매각 자금 신사업에 투자 계획...올해 영업이익 흑자전환 기대”. 《뉴스핌》. 2024년 6월 5일.
2. ↑  “태성, 연일 급등하며 최고가 랠리...'복합동박 설비'가 뭐길래”. 《MTN뉴스》. 2024년 6월 11일.
3. ↑  “한국IR협의회 기업리서치센터 기술분석보고서-태성” (PDF). 《한국IR협의회》. 2023년 2월 28일.
4. ↑  “김보겸, 태성, 자사주 37억원어치 처분 결정”. 《이데일리》. 2024년 5월 31일.
5. ↑  “태성, 960억원 규모 주주배정 유상증자 결정”. 《뉴스핌》. 2024년 11월 29일.